# Kanfen
Kanfen és un municipi francès, situat al departament del Mosel·la i a la regió del Gran Est. L'any 1999 tenia 776 habitants.